# Лукойл Нефтохим Бургас
„Лукойл Нефтохим Бургас“ АД е българско предприятие за производство на нефтопродукти със седалище в Бургас и производствена база в Камено, част от руската група „Лукойл“.
Към 2022 година „Лукойл Нефтохим Бургас“ има обем на продажбите от 2,08 милиарда лева и по този показател е най-голямото предприятие в област Бургас и на 20-о място в страната.
Заводът има собствена топлоелектрическа централа (ТЕЦ), която изгаря мазут и други странични продукти от неговата работа, като покрива част от консумацията му на електроенергия. С инсталирана мощност от 257 MW това е най-големият заводски ТЕЦ и седмият по големина ТЕЦ в България.

## История
Начало на изграждането на Нефтохимическия комбинат в Бургас е поставено с Разпореждане № 1340 на Министерския съвет от 17 август 1959 г. На 21 юни 1963 г. е произведен първият кислород в азотно-кислородния цех, на 4 август в нефтопристанище „Дружба“ пристига танкерът „Антон Иванов“ с капитан Видьо Видев с 12 308 т съветски нефт. На 30 декември 1963 г. официално е открит Нефтохимическият комбинат от първия секретар на ЦК на БКП и министър-председател Тодор Живков.
На 20 август 1963 г. започва изграждането на етиленова инсталация за 60 хил. т етилен и 55 хил. т пропилен/годишно. През 1965 г. са направени първите копки на инсталации за бензол и полиетилен-високо налягане.
През 1966 г. започва строителството на производствените звена:
- „Ксилоли“;
- „Етиленов окис и етиленгликоли“;
- Завод за полиакрилнитрилни влакна, включващ:
  - инсталация за акрилонитрил;
  - инсталации за комономер, полимеризация, филатура, пилотна инсталация;
  - сградата на Научноизследователския институт по нефтопреработване и нефтохимия.

През февруари 1969 г. започва изграждане на инсталация за полистирол с капацитет 12 хиляди тона на година. През април 1967 г. започва второто разширение на Нефтопреработвателния завод по проект на „Ленгипрогаз“. През 1969 г. започва изграждане на продуктопровод Бургас – София, достигнал само до Ихтиман.
Политическите промени в страната, настъпили след 10 ноември 1989 г. дават голямо отражение върху икономиката на страната, в това число и върху Нефтохимическия комбинат – Бургас. Спират се някои остарели производствени мощности:
- през 1991 г. са спрени инсталациите за натриев сулфид, нормални парафини (без ХО-4), етилендиамин, октанол-бутанол, ПЕНН, олеумна отчиска;
- през 1992 г. е спряна инсталация „АД-1“;
- през 1998 г. е спряна инсталация „Ацеталдехид“;

„Нефтохим“ е приватизиран на 12 октомври 1999 г. от правителството на Иван Костов (1997 – 2001 г.), когато руската корпоративна група „Лукойл“ купува 58 % от акциите на дружеството срещу 101 млн. щатски долара. В началото на 2000 година Агенцията за чуждестранни инвестиции обявява тази продажба за „Сделка на 1999 година“. През 2005 г. „Лукойл“ изкупува дялове на миноритарни акционери и към април контролира 93 % от дружеството чрез дъщерната си компания „Лукойл Юръп Холдингс“. Дружеството се контролира от „Лукойл България“ (София).

## Продукти
След приватизацията на Нефтохим през 1999 година са направени значителни инвестиции в модернизирането на производството. От 23 май 2000 година комбинатът произвежда сам цялата електроенергия, която използва. От 2002 година се произвеждат само безоловни бензини и дизелово гориво с намалено съдържание на сяра, което е осъществено преди предвидения от правителството срок (2004 година). От началото на 2009 година произвежданите течни горива са приведени в съответствие с европейския стандарт Евро-5.